# Rondell Rawlins
Rondell Rawlins, bijgenaamd Fine Man, (ongeveer 1975 – 28 augustus 2008) was een Guyanese ex-soldaat en de meestgezochte crimineel van het land. Rawlins zou leiding hebben gegeven aan twintig zwaarbewapende mannen. Hij zat in 2003 een gevangenisstraf uit, toen hij met een aantal andere mannen uit de gevangenis wist te ontsnappen, waarbij ze twee bewakers vermoordden.
Hij wordt door het Guyanese openbaar ministerie medeplichtig geacht aan de moord op landbouwminister Satyadeow Sawh, zijn zus, zwager en een veiligheidsagent op 22 april 2006 en gezien als verantwoordelijk voor de moord op elf mensen, waaronder vijf kinderen, in de nacht van 25 op 26 januari 2008 in het voornamelijk door Indo-Guyanezen bewoonde dorp Lusignan ten oosten van de hoofdstad Georgetown. Bij de laatste slachtpartij trokken mannen van Rawlins, die woest zou zijn over een zwangere negentienjarige vrouw die volgens hem zijn vriendin zou zijn en door de autoriteiten zou zijn opgepakt, vijf huizen in het dorp binnen, waar ze vijftien inwonenden vermoorden en drie voor dood achterlieten. Na afloop van de moord brak grote onrust uit in het gebied.
De Guyanese regering loofde vijftig miljoen Guyaanse dollars uit voor zijn aanhouding.
Op 28 augustus 2008 werd hij door de politie ontdekt op een van zijn schuilplaatsen bij de hoofdstad Georgetown. Het vuurgevecht dat hierop volgde, kostte hem het leven.